# NGC 2589
NGC 2589 је ознака објекта на координатама са ректансцензијом 8h 24m 29,4s и деклинацијом - 8° 46" 4'. Открио га је Луис Свифт, 13. фебруара 1887. Каснијим посматрањима на том положају није уочен никакав астрономски објекат.